# Ophiacantha metallacta
Ophiacantha metallacta är en ormstjärneart som beskrevs av Hubert Lyman Clark 1915. Ophiacantha metallacta ingår i släktet Ophiacantha, och familjen knotterormstjärnor. Inga underarter finns listade i Catalogue of Life.